# Liedersdorf
Liedersdorf is een plaats en voormalige gemeente in de Duitse deelstaat Saksen-Anhalt, en maakt deel uit van de Landkreis Mansfeld-Südharz.
Liedersdorf telt 291 inwoners.